# Isabelle de Luxembourg
Isabelle de Luxembourg, née en 1247, morte en septembre 1298, est la fille d'Henri V le Blond, comte de Luxembourg et de Marguerite de Bar.

## Biographie
Son mariage est déterminé par des événements qui se produisent environ quatre-vingt ans avant sa naissance. En effet, vers 1165, son arrière-grand-père Henri IV l'aveugle, comte de Namur et de Luxembourg, sans enfant de son premier mariage, désigna son beau-frère Baudouin IV de Hainaut pour lui succéder. Baudouin meurt en 1171, et Henri l'aveugle confirma son neveu Baudouin V de Hainaut comme son successeur, et se maria en secondes noces avec Agnès de Gueldre. Leur unique enfant Ermesinde, nait après quinze ans de mariage, et Henri l'aveugle revient sur son engagement de faire de Baudouin son successeur. Une guerre s'ensuit, au cours de laquelle Henri est vaincu et obligé de céder le comté de Namur à Baudouin.
Le comté de Namur passe donc dans la maison de Hainaut, puis dans celle de Courtenay et enfin dans celle de Dampierre. Mais les descendants d'Henri l'Aveugle ne renoncent pas au comté : Thiébaut Ier de Bar, le premier mari d'Ermesinde, puis Waléran III de Limbourg, le second mari d'Ermesinde, et Henri V le Blond, le fils d'Ermensinde, tentent tous les trois de reconquérir Namur. Henri V s'empare de la ville en 1256, mais le comte de Namur Gui de Dampierre contrattaque. Enfin une paix est signé entre les deux belligérants et Henri donne tous ses droits sur Namur à sa fille Isabelle, qu'il marie à Guy, devenu veuf en 1264 de sa première épouse Mahaut de Béthune.

## Union et postérité
Le mariage fut célébré en 1264 et les époux eurent :
- Jean Ier de Namur (° 1267 † 1330), comte de Namur ;
- Gui de Namur († 1311), comte de Zélande ;
- Henri († 1337), comte de Lodi ;
- Marguerite († 1331), mariée en 1282 à Alexandre d'Écosse († 1283), puis en 1286 à Renaud Ier († 1326), duc de Limbourg et comte de Gueldre ;
- Béatrix, marié à Hugues II de Châtillon (° 1258 † 1307), comte de Blois ;
- Jeanne, nonne à Flines ;
- Philippe († 1304) ;
- Isabelle († 1323), mariée en 1307 à Jean Ier de Fiennes, seigneur de Tingry.